# 圣莫里斯-科隆比耶
圣莫里斯-科隆比耶（法語：Saint-Maurice-Colombier，法語發音：[sɛ̃ moʁis kɔlɔ̃bje]）是法国杜省的一个市镇，位于该省东北部，属于蒙贝利亚尔区。该市镇于1972年由原市镇圣莫里斯埃什洛特（Saint-Maurice-Échelotte）和科隆比耶沙特洛（Colombier-Châtelot）合并而成。

## 地理
圣莫里斯-科隆比耶（47°26'31"N, 6°38'41"E）面积13.29 平方千米，位于法国勃艮第-弗朗什-孔泰大區杜省，该省份为法国东部内陆省份，北起上索恩省，西接汝拉省，东部及东南部与瑞士接壤，东北部与贝尔福地区省接壤。
与圣莫里斯-科隆比耶接壤的市镇（或旧市镇、城区）包括：拉普雷蒂耶尔、布吕桑若、布吕桑、科隆比耶方丹、古莱当布兰、杜河畔隆日韦勒、苏朗、维拉尔苏塞科。

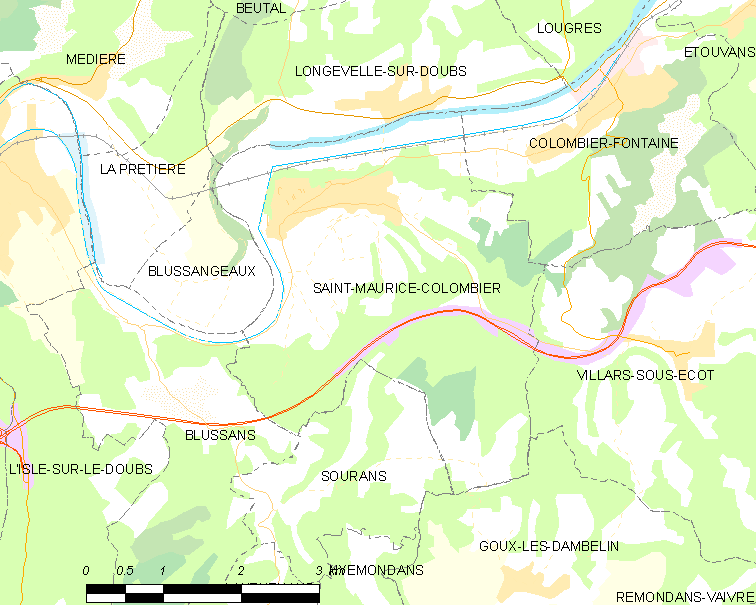
圣莫里斯-科隆比耶的OSM定位图

圣莫里斯-科隆比耶的时区为UTC+01:00、UTC+02:00（夏令时）。

## 行政
圣莫里斯-科隆比耶的邮政编码为25260，INSEE市镇编码为25524。

## 政治
圣莫里斯-科隆比耶所属的省级选区为巴旺县。

## 人口

1962-2008年间圣莫里斯-科隆比耶人口变化图示

圣莫里斯-科隆比耶于2022年1月1日时的人口数量为889人。